# U Got the Look
Singles de Prince
If I Was Your Girlfriend
(1987) I Could Never Take the Place of Your Man
(1987)
U Got the Look est une chanson de Prince. Elle ouvre le second disque du double album Sign o' the Times, et est devenue le single le mieux classé de l'album. Musicalement, le titre est un standard blues de 12 mesures en mettant l'accent sur les percussions live de Sheila E., et un son de crunch de guitare. Même si elle n'est pas créditée sur le single à sa sortie, Sheena Easton chante sur le titre en duo avec Prince, dont la voix a été accélérée.
Le clip vidéo pour la chanson a été inclus dans le film Sign o' the Times, et présente l'introduction de la version longue de la chanson. La vidéo entière est représentée pour être une séquence de rêve par Prince, qui s'assoupit dans sa loge. Aux États-Unis, le single a atteint le top du classement avec la seconde place au Billboard Hot 100, la semaine du 17 octobre 1987. Le single est resté dans le top 10 des charts durant six semaines. Le single a été nommé aux Grammy Awards pour le meilleur duo ou groupe au cours de l'année 1987 des Grammy Awards.
La version longue du titre (intitulée Long Look) est similaire à la vidéo, mais a une partie supplémentaire de musique dans le milieu de la chanson avec le chant de Sheena Easton, et se poursuit pendant encore quelques secondes au lieu de s'effacer à la fin. Long Look a été inclus sur la compilation Ultimate Prince, parue en 2006.
La Face-B du single a été le titre influencé P-Funk de l'album, Housequake. La chanson a été considérée pour la sortie comme le premier single de l'album Camille, et, par conséquent, détient une place importante dans l'histoire de l'album de Prince, compte tenu des événements qui ont suivi la création de la piste. Le single 12" comprenait également une version longue de la chanson intitulée 7 Minutes Mo'Quake, qui était une version instrumentale avec la fin de la version de l'album. Le remix est remarquable pour certains des solos de trompette d'Atlanta Bliss, qui étaient souvent inclus dans les versions live de la chanson. Des versions du morceau inédit intitulé original version (souvent appelées Camille's Mix) ont été propagées et sont accessibles sur internet.

## Composition du groupe
- Prince – chants, tous les instruments.
- Sheena Easton – chants (A & B2)
- Sheila E. – batteries & percussions (A & B2)

## Liste des titres
Toutes les pistes par Prince.
| A.  | U Got The Look (Long Look)     | 6:45 |
| B1. | Housequake (7 Minutes MoQuake) | 7:15 |
| B2. | U Got The Look (Single Cut)    | 3:58 |

## Charts
| Pays             | Chart                 | Meilleure position | Nombre de semaines | Première entrée   | Réf   |
| ---------------- | --------------------- | ------------------ | ------------------ | ----------------- | ----- |
| États-Unis       | Billboard Hot 100     | 2                  | 25                 | 17 octobre 1987   | [ 2 ] |
| États-Unis       | Hot R&B/Hip-Hop Songs | 11                 | 14                 | 26 septembre 1987 | [ 2 ] |
| Royaume-Uni      | UK Singles Chart      | 11                 | 9                  | 15 août 1987      | [ 3 ] |
| Autriche         | Ö3 Austria Top 40     | 23                 | 2                  | 1er novembre 1987 | [ 4 ] |
| Pays-Bas         | MegaCharts            | 11                 | 11                 | 8 août 1987       | [ 5 ] |
| Nouvelle-Zélande | RIANZ                 | 8                  | 14                 | 13 septembre 1987 | [ 6 ] |